# Zea perennis
Zea perennis (Hitchc.) Reeves & Mangelsd., 1942 è una pianta erbacea della famiglia delle Poaceae, endemica del Messico.

## Descrizione
È una specie tetraploide con 40 cromosomi.
Zea perennis e Zea diploperennis sono le uniche specie perenni appartenenti al genere Zea. Tutte le altre sono annuali. La presenza di un rizoma permette a Zea perennis di sopravvivere al clima invernale e successivamente di rigenerare nuove piante.

## Distribuzione e habitat
L'areale di questa specie è ristretto allo stato di Jalisco, nel Messico sud-occidentale.

## Conservazione
La Lista rossa IUCN classifica Zea perennis come specie in pericolo critico di estinzione (Critically Endangered).